# Дворец Тиволи
Дворец Тиволи (словен. Dvorec Tivoli), также замок Тиволи (словен. Grad Tivoli), замок Под Турном (словен. Grad Pod Turnom, нем. Schloss Unterthurn) — представительское здание в одноименном парке у подножия холма Рожник, на северо-запад от городского центра Любляны, столицы Словении.
Охраняется государством как памятник истории и культуры.

## История
С XIII века в лесу выше по холму стояла башня, которую в 1442 году разрушил граф Фредерик Цельский в ходе борьбы с будущим императором Священной Римской империи Фридрихом III за контроль над Любляной. Эта башня дала первоначальное название позднейшим сооружениям, построенных на современном месте: «град под турном», то есть «замок под башней».
Барон Георг Апфальтрер построил здесь свое поместье. В 1601 году оно вместе с соседними земельными участками было приобретено местными иезуитами, в 1701-1703 годах заменившими его новым особняком авторства архитектора Франческо Ферраты. После роспуска ордена иезуитов в 1773 году здание стало летней резиденцией архиепископа Любляны. Позднее оно перешло во владение провинциальных властей, использовавших его в различных целях. C 1835 года носит название «Тиволи».
Император Австрии Франц Иосиф I восстановил дворец и в 1853 году предоставил его в пожизненное пользование фельдмаршалу графу Йозефу Радецкому. Граф Радецкий обновил парк и сделал его открытым для горожан Любляны, которые в благодарность в 1882 году посмертно предоставили фельдмаршалу почетное гражданство и воздвигли ему памятник перед входом в здание (после 1918 года он был убран и ныне находится в городском музее, однако рядом с дворцом остался пьедестал). Фонтан со статуей «Мальчик и рыба» был установлен перед зданием в 1870 году. Примерно тогда же на ступеньках рядом с дворцом появились четыре больших металлических пса работы скульптора Антона Доминика Фернкорна.
Далее в здании долго располагались городские учреждения, а после Второй мировой войны до 1967 года оно использовалось как жилое. С 1986 года в отреставрированном дворце располагается Международный центр графического искусства.

## Галерея

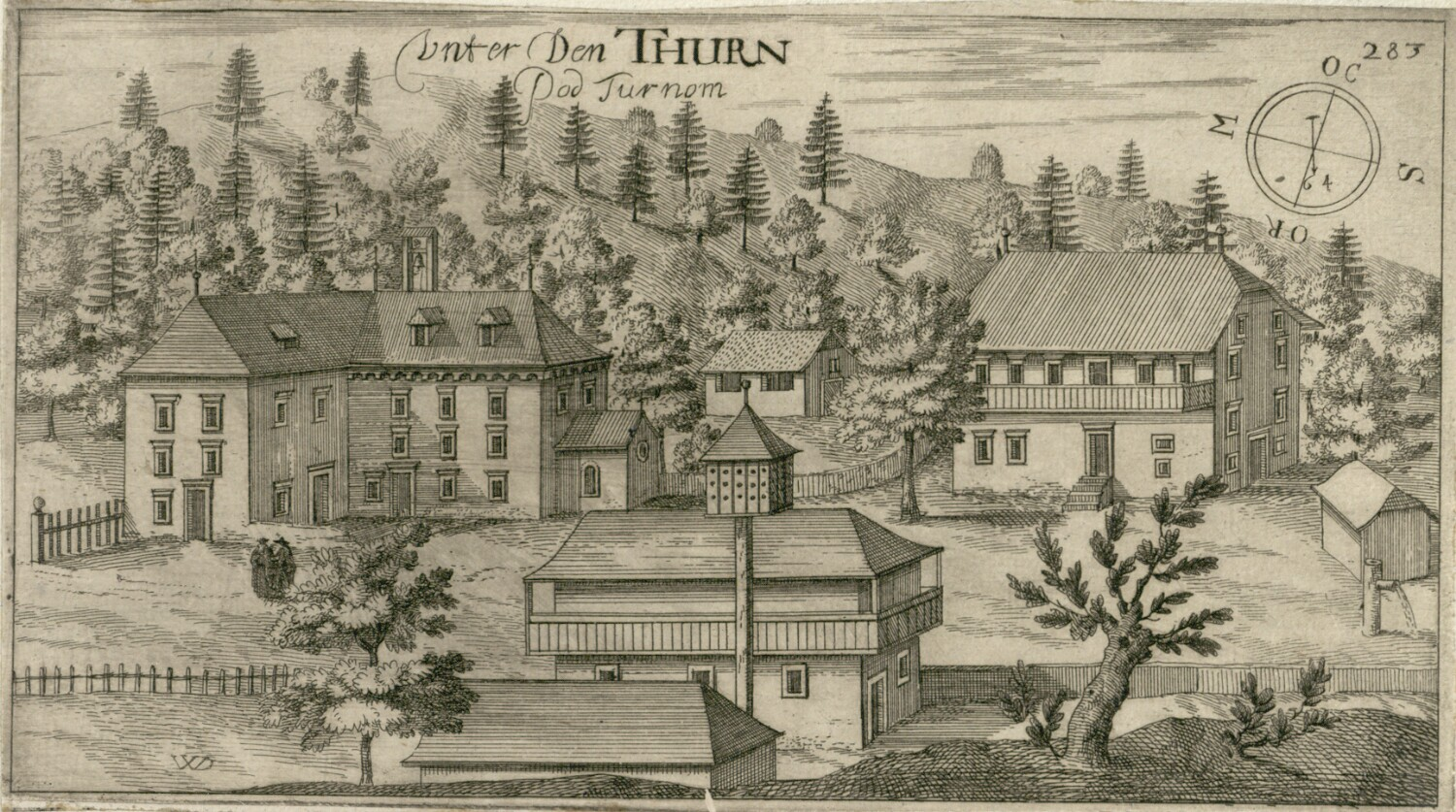
Поместье «Под Турном» (Янез Вайкард Вальвазор, гравюра, 1679 год)
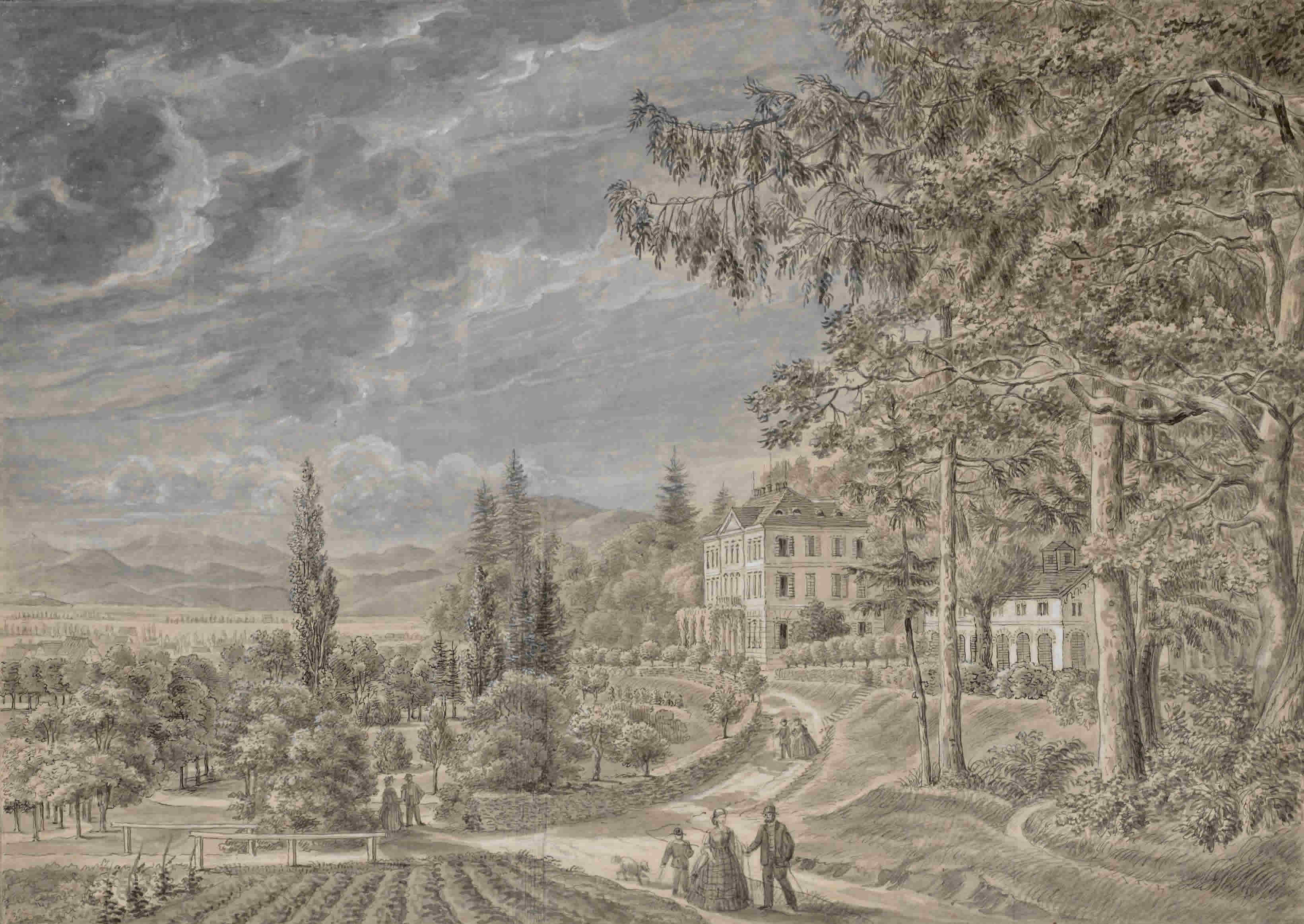
Тивольский дворец (Франц Курц, гуашь, ок. 1860 года)
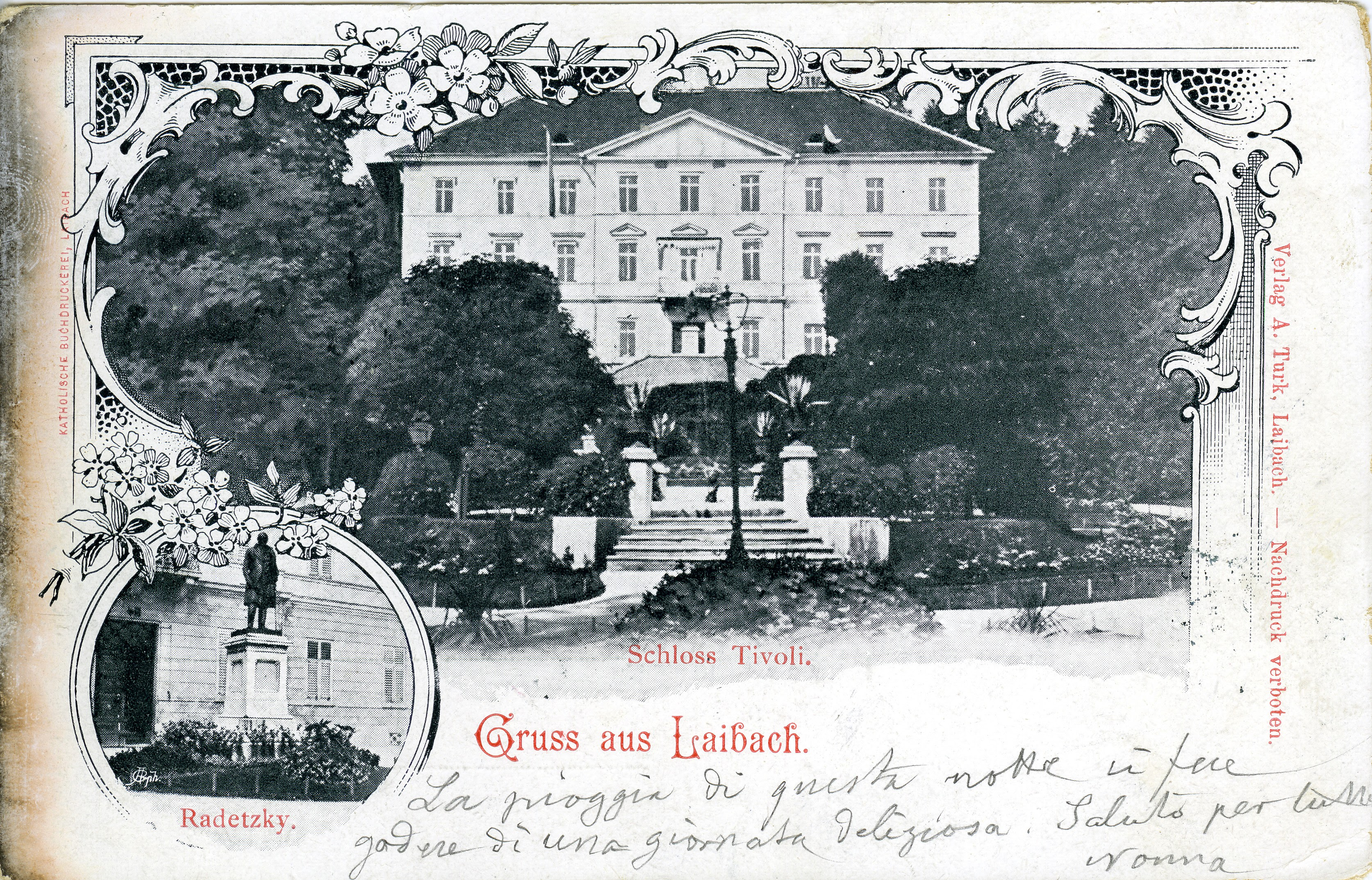
Открытка конца XIX — начала XX века (на круглой врезке — памятник Йозефу Радецкому)
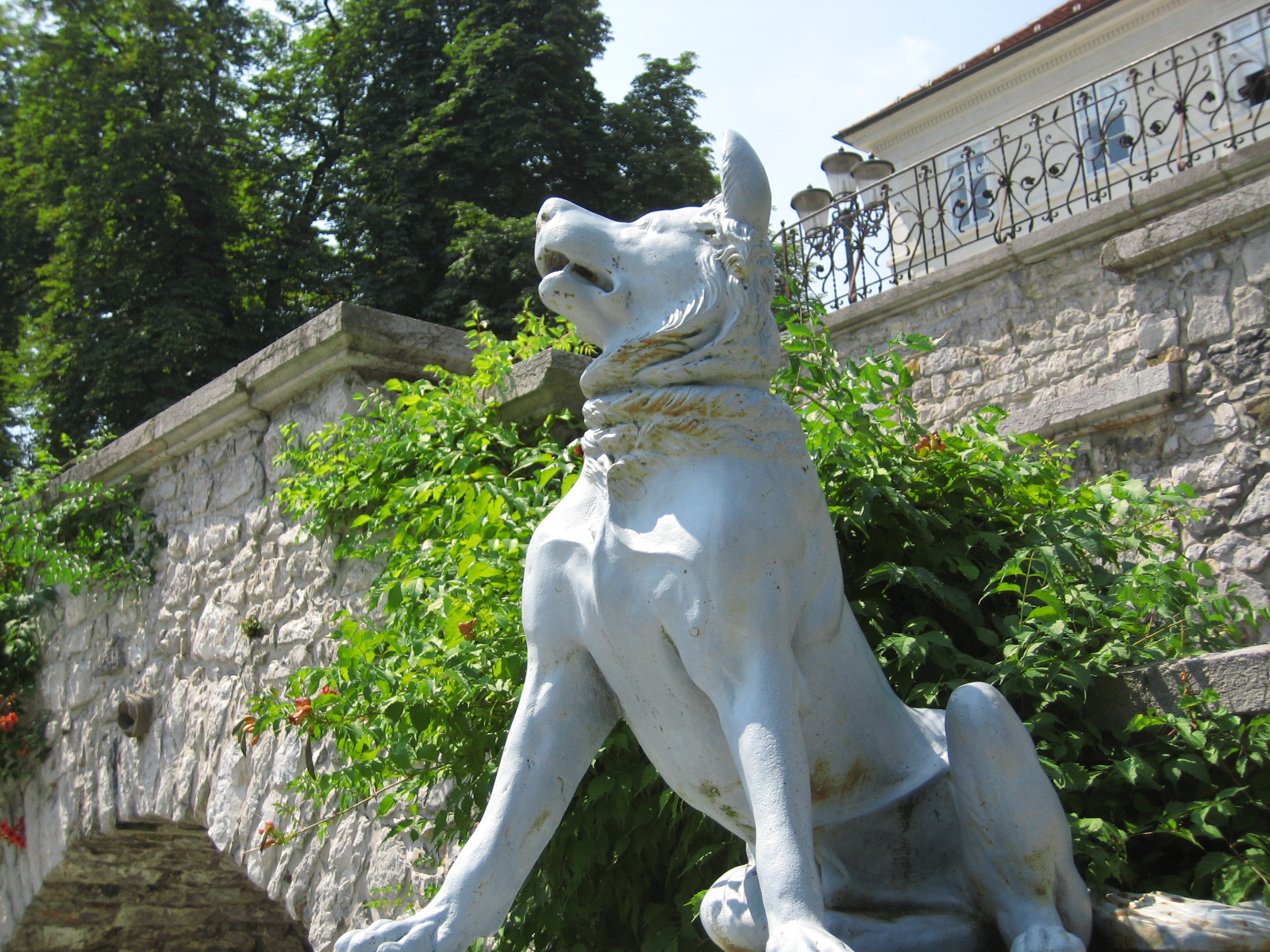
Статуя пса (Антон Доминик Фернкорн, литье, ок. 1870 года)
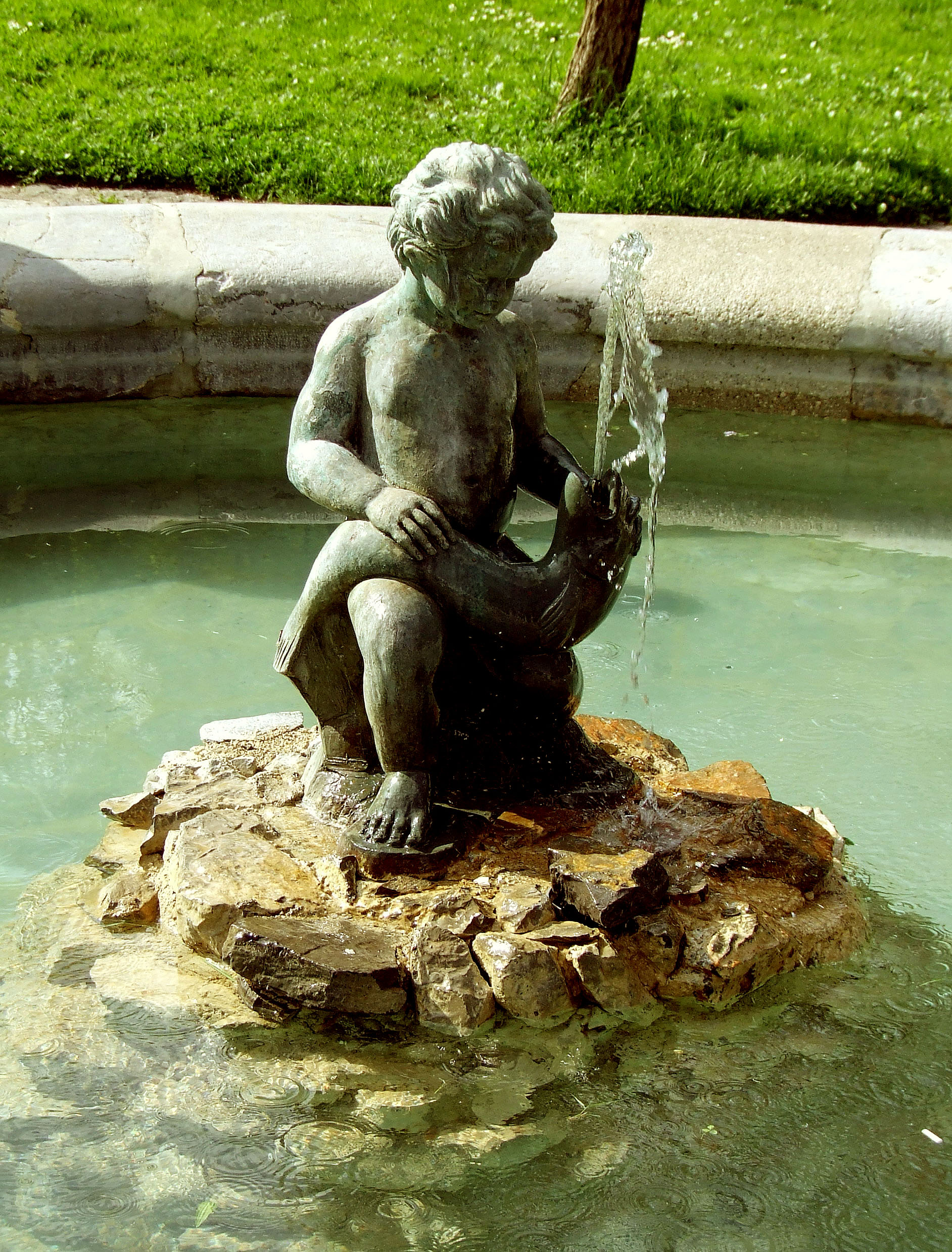
Фонтан «Мальчик и рыба» (бронза, реплика оригинала, 1989 год)